# Allemagne-en-Provence
Allemagne-en-Provence é uma comuna francesa na região administrativa da Provença-Alpes-Costa Azul, no departamento dos Alpes da Alta Provença. Estende-se por uma área de 33,0 km².